# Eomanis
Genre
Espèces de rang inférieur
- † Eomanis krebsi
- † Eomanis waldi

Eomanis est un genre fossile de mammifère de la famille du pangolin (Manidae). Ayant vécu en Europe au Moyen Éocène (il y a environ 47 millions d’années), il regroupe les plus anciennes espèces  de pangolin connues (Eomanis krebsi et Eomanis waldi) ; il fut découvert sur le site fossilifère de Messel (Allemagne) en 1978. Les fossiles découverts indiquent que les membres de ces espèces mesuraient environ cinquante centimètres et présentaient beaucoup de ressemblance avec les pangolins  actuels ; cependant, contrairement à ceux-ci, leurs queues et leurs jambes n’étaient pas couverts d’écailles. Leur régime alimentaire était constitué d’insectes mais aussi de plantes, comme le montrent les restes fossilisés présents dans leurs estomacs et ils étaient contemporains d’autres fourmiliers apparentés au pangolin, comme l’Eurotamandua.

## Morphologie
La préservation exceptionnelle des fossiles découverts permet une reconstitution très fidèle d’Eomanis dans son intégralité. De façon générale très ressemblant avec les pangolins actuels, il possède des membres plus courts et est plus trapu.
La longueur tête-corps est de 25 à 27 centimètres, pour une longueur de queue d’environ 22 centimètres. Une queue plus petite que le corps peut laisser penser que l’animal vivait davantage au sol que dans les arbres.
Le crâne, long et étroit, plat sur le dessus, mesure 7,3 centimètres. 
L’os nasal mesure 2,9 centimètres (40 % du total du crâne), tandis que l’os frontal en mesure 1,9. Les arcades zygomatiques, contrairement à celles du pangolin moderne, ne sont pas complètement formées. La configuration de la fosse temporale indique un œil très petit. La mâchoire inférieure a une longueur de 5 centimètres.
Sa colonne vertébrale est composée de sept vertèbres cervicales, douze vertèbres thoraciques, cinq lombaires, douze vertèbres sacrales et vingt-quatre caudales.

## Découverte des fossiles
Les seuls fossiles connus d’Eomanis ont été retrouvés sur le site fossilifère de Messel, près de Darmstadt, dans des schistes bitumeux formés durant l’Éocène moyen, il y a cinquante millions d’années. Cinq squelettes presque complets ont été mis au jour, dont celui d’un jeune animal. Il est à noter qu'ils étaient surtout en position couchée, plus rarement sur le dos, tandis que la plupart des autres fossiles du site ont été retrouvés en position latérale (à l’exception des chauves-souris).